# Kormoran białolicy
Kormoran białolicy (Microcarbo melanoleucos) – gatunek dużego ptaka wodnego z rodziny kormoranów (Phalacrocoracidae). Zamieszkuje głównie kontynent australijski, gdzie jest pospolity. Można go spotkać także na Nowej Gwinei, Nowej Zelandii, w Indonezji i na pobliskich wysepkach południowo-zachodniego Pacyfiku oraz na obszarze subantarktycznym. Jest to niewielki, krótkodzioby kormoran, zazwyczaj ubarwiony czarno na grzbiecie i biało poniżej. Ma żółty dziób i niewielki grzebień.

## Systematyka

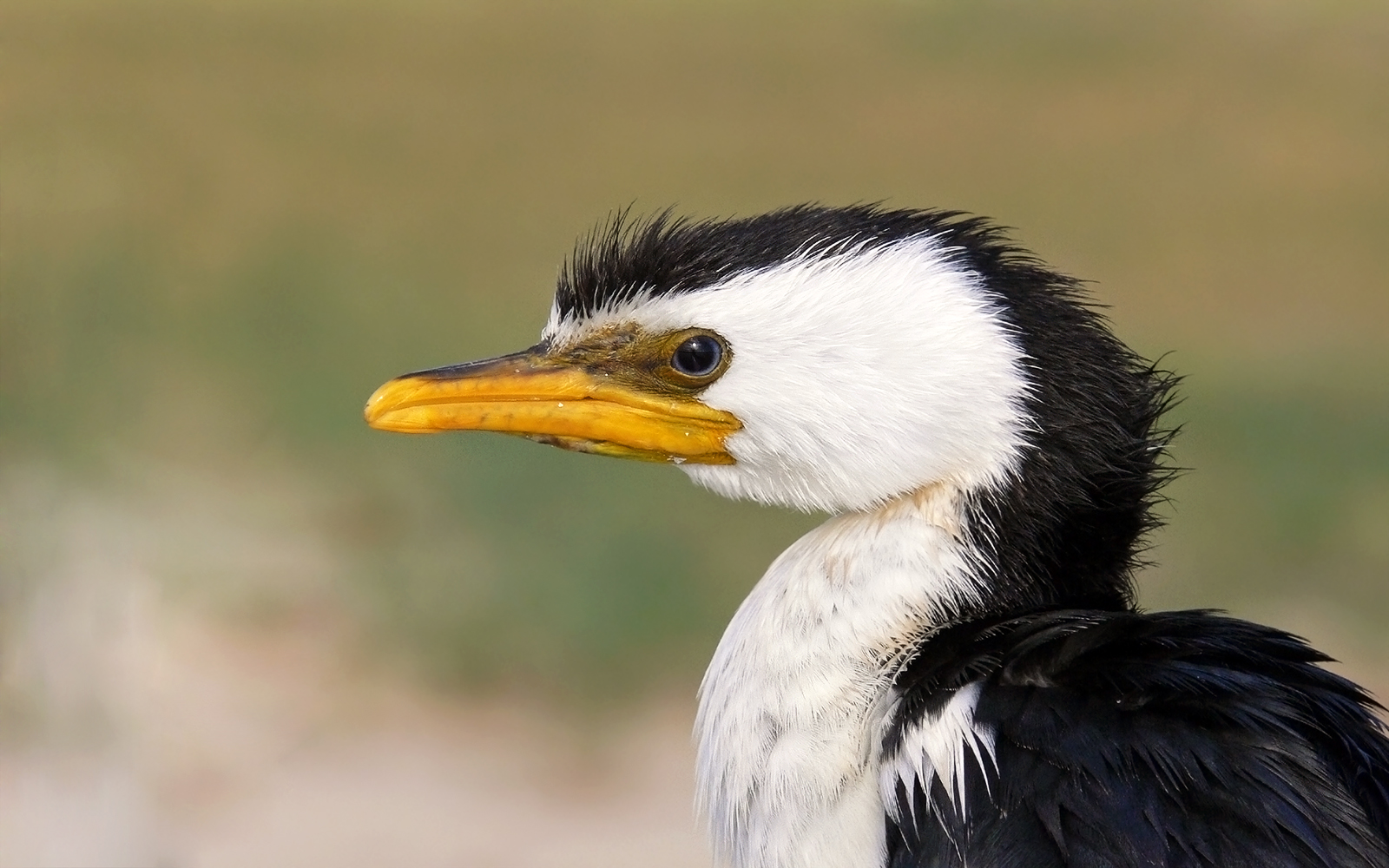
Zbliżenie głowy

### Etymologia
Gatunek jest znany w Australii jako Little Pied Cormorant, natomiast w Nowej Zelandii Little Shag lub z maori – Kawaupaka.
Kormoran białolicy został pierwotnie opisany przez francuskiego naturalistę Louisa Jeana Pierre Vieillota w 1817 roku. Epitet gatunkowy pochodzi z greki klasycznej od słowa melano- „czarny” i leukos „biały”. Natomiast nazwa rodzajowa Microcarbo wprowadzona przez Karola Lucjana Bonaparte w 1855 odnosi się do starogreckiego słowa mikros „mały” i łacińskiego carbo „czarny”. Jednakże, większość starszych ksiąg systematycznych opisuje gatunek jako Phalacrocorax melanoleucus.

### Podgatunki
Wyróżniane są powszechnie trzy podgatunki:
- M. m. melanoleucos (Vieillot, 1817) – kormoran białolicy – zamieszkuje na całym obszarze występowania gatunku, poza Nową Zelandią i wyspami subantarktycznymi.
- M. m. brevicauda (Mayr 1931) – kormoran żółtodzioby – gatunek endemiczny dla wyspy Rennell (jedna z Wysp Salomona).
- M. m. brevirostris (Gould 1837) – kormoran krótkodzioby – zamieszkuje Nową Zelandię i wyspy subantarktyczne. Niektórzy systematycy wydzielają tę formę jako odrębny gatunek.

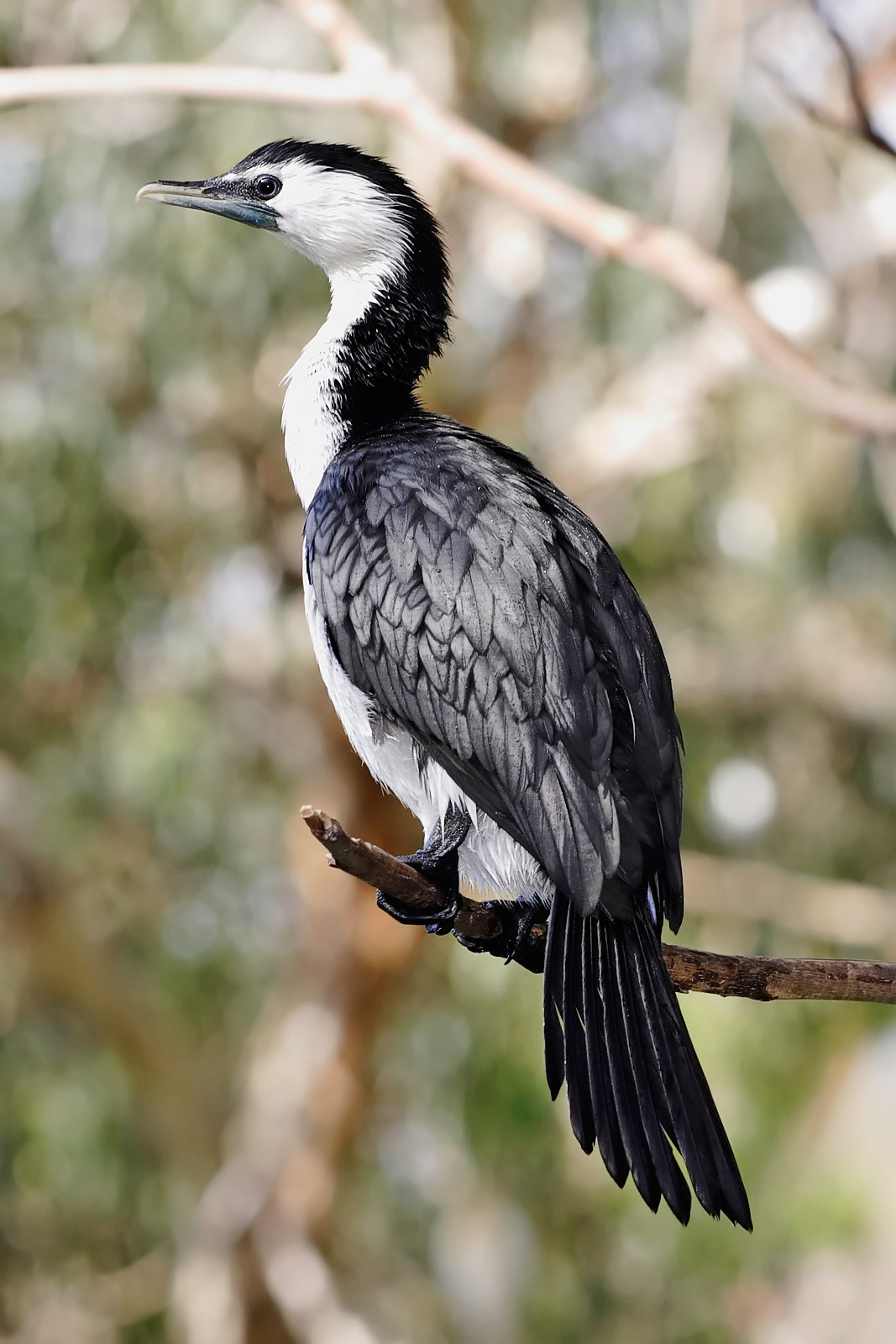
Ciemny dziób jest nietypowy

## Morfologia
Kormoran białolicy jest jednym z mniejszych gatunków w obrębie swojej rodziny. Samice są podobne do samców, ale są nieco mniejsze. Długość ciała 55–65 cm, rozpiętość skrzydeł 84–90 cm, dziób ma 3 cm, ogon jest dłuższy niż u kormorana bruzdodziobego. Masa ciała: podgatunek nominatywny 567–963 g, podgatunek brevirostris 413–877 g.

## Rozród
Lęgnie się w małych koloniach, często z innymi gatunkami kormoranów, ale także czaplowatymi, wężówkami i innymi. Ptak podczas toków nisko grucha. Gniazduje na drzewach nad wodą (w rozwidleniu gałęzi), czasami na skałach lub półkach skalnych na klifie. Gniazdo jest wykonane z patyków i wyłożone od wewnątrz liśćmi i trawą.
Samica składa 3–5 jasnoniebieskich jaj z drobnym brązowym plamkowaniem. Inkubacją zajmują się oboje rodzice przez 27–28 dni. W momencie wyklucia pisklęta są nagie, mają czarną skórę, czarniawy dziób oraz różową skórę głowy i gardła, ale bardzo szybko obrastają w czarny puch, chociaż skóra głowy pozostaje naga, a różowe gardło nadal jest widoczne. Są karmione przez regurgitację przez oboje rodziców. Nie opuszczają gniazda, dopóki nie będą gotowe do lotu.

## Status
W Czerwonej księdze gatunków zagrożonych Międzynarodowej Unii Ochrony Przyrody kormoran białolicy jest zaliczany do kategorii LC (najmniejszej troski) nieprzerwanie od 1988 roku. W 2018 roku organizacja Wetlands International szacowała liczebność światowej populacji na około 36–201 tysięcy osobników. Trend liczebności populacji jest trudny do określenia.